# UCI Oceania Tour
El UCI Oceania Tour es una de las competiciones de ciclismo en ruta masculino en la que está dividida los Circuitos Continentales UCI. Como indica su nombre, hace referencia a las competiciones ciclistas profesionales realizadas en Europa que están dentro de estos Circuitos Continentales así como a los equipos ciclistas UCI ProTeam (segunda categoría) y Continentales (tercera categoría) registrados en dicho continente.
La calidad y complejidad de las competiciones es lo que determina la categoría de la misma y la cantidad de puntos otorgados a los ganadores. Las categorías de la UCI por nivel que se disputan en este "Tour" son:
- Pruebas de etapas: 2.1 y 2.2
- Pruebas de un día: 1.2
- Campeonatos Continentales: CC

Más los campeonatos nacionales que también son puntuables aunque no estén en el calendario.

## Palmarés

### Individual
| Palmarés individual UCI Oceania Tour | Palmarés individual UCI Oceania Tour                         | Palmarés individual UCI Oceania Tour                              | Palmarés individual UCI Oceania Tour                            | Palmarés individual UCI Oceania Tour |
| Edición                              | Ganador individual (equipo del ganador)                      | Segundo (equipo del segundo)                                      | Tercero (equipo del tercero)                                    |                                      |
| ------------------------------------ | ------------------------------------------------------------ | ----------------------------------------------------------------- | --------------------------------------------------------------- | ------------------------------------ |
| 2005                                 | Robert McLachlan ( MG XPower Presented by BigPond)           | William Walker ( Rabobank Continental)                            | Peter Latham (sin equipo profesional)                           |                                      |
| 2005-2006                            | Gordon McCauley ( Successfulliving.com Presented by Parkpre) | Logan Dennis Hutchings (sin equipo profesional)                   | Clinton Avery (sin equipo profesional)                          |                                      |
| 2006-2007                            | Robert McLachlan ( Drapac Porsche Development Program)       | Karl Menzies ( Health Net presented by Maxxis)                    | David Pell ( Saving & Loans Cycling Team)                       |                                      |
| 2007-2008                            | Hayden Roulston (sin equipo profesional)                     | Travis Meyer ( SouthAustralia.com-AIS)                            | Joseph Chapman (sin equipo profesional)                         |                                      |
| 2008-2009                            | Peter McDonald ( Drapac)                                     | Gordon McCauley ( Subway-Avanti Cycling Team)                     | Tommy Nankervis ( Cinelli-Down Under)                           |                                      |
| 2009-2010                            | Michael Matthews ( Jayco-Skins)                              | Thor Hushovd ( Cervélo)                                           | Jonathan Cantwell ( Fly V Australia)                            |                                      |
| 2010-2011                            | Richard Lang ( Jayco-AIS)                                    | Nathan Haas ( Genesys Wealth Advisers)                            | George Bennet ( Trek Livestrong U23)                            |                                      |
| 2011-2012                            | Paul Odlin ( Subway)                                         | Nick Aitken ( Jayco-AIS)                                          | Jay McCarthy ( Jayco-AIS)                                       |                                      |
| 2012-2013                            | Damien Howson (sin equipo profesional)                       | Nathan Earle ( Huon Salmon-Genesys Wealth Advisers)               | Benjamin Dyball ( Huon Salmon-Genesys Wealth Advisers)          |                                      |
| 2013-2014                            | Robert Power (sin equipo profesional)                        | Michael Vink ( Budget Forklifts)                                  | Brenton Jones ( Avanti)                                         |                                      |
| 2015                                 | Taylor Gunman ( Avanti Racing Team)                          | Patrick Bevin ( Avanti Racing Team)                               | Joseph Cooper ( Avanti Racing Team)                             |                                      |
| 2016                                 | Sean Lake ( Avanti IsoWhey Sport)                            | Peter Kennaugh ( Team Sky)                                        | Mark O'Brien ( Avanti IsoWhey Sport)                            |                                      |
| 2017                                 | Lucas Hamilton ( Mitchelton Scott)                           | Michael Storer ( Mitchelton Scott)                                | Jai Hindley ( Mitchelton Scott)                                 |                                      |
| 2018                                 | Chris Harper (Bennelong SwissWellness Cycling Team)          | James Whelan (Drapac-EF p/b Cannondale Holistic Development Team) | Cyrus Monk (Drapac-EF p/b Cannondale Holistic Development Team) |                                      |
| 2019                                 | Caleb Ewan (Lotto Soudal)                                    | Michael Matthews (Sunweb)                                         | Jack Haig (Mitchelton-Scott)                                    |                                      |
| 2020                                 | Richie Porte (Trek-Segafredo)                                | Jai Hindley (Sunweb)                                              | George Bennett (Jumbo-Visma)                                    |                                      |
| 2021                                 | Richie Porte (INEOS Grenadiers)                              | Ben O'Connor (AG2R Citroën)                                       | Jack Haig (Bahrain Victorious)                                  |                                      |
| 2022                                 | Michael Matthews (BikeExchange-Jayco)                        | Jai Hindley (Bora-Hansgrohe)                                      | Ben O'Connor (AG2R Citroën)                                     |                                      |
| 2023                                 | Kaden Groves (Alpecin-Deceuninck)                            | Jai Hindley (Bora-Hansgrohe)                                      | Michael Matthews (BikeExchange-Jayco)                           |                                      |
| 2024                                 | Ben O'Connor (Decathlon AG2R)                                | Michael Matthews (BikeExchange-Jayco)                             | Kaden Groves (Alpecin-Deceuninck)                               |                                      |
| 2025                                 | ( )                                                          | ( )                                                               | ( )                                                             |                                      |

### Equipos
| Palmarés equipos UCI Oceania Tour | Palmarés equipos UCI Oceania Tour         | Palmarés equipos UCI Oceania Tour             | Palmarés equipos UCI Oceania Tour     | Palmarés equipos UCI Oceania Tour |
| Edición                           | Ganador                                   | Segundo                                       | Tercero                               |                                   |
| --------------------------------- | ----------------------------------------- | --------------------------------------------- | ------------------------------------- | --------------------------------- |
| 2005                              | MG Power Presented by Bigpond             | Rabobank Continental                          | Ceramica Panaria                      |                                   |
| 2005-2006                         | Successfulliving.com Presented by Parkpre | SouthAustralia.com-AIS                        | Drapac-Porsche                        |                                   |
| 2006-2007                         | Drapac Porsche Development Program        | Health Net presented by Maxxis                | SouthAustralia.com-AIS                |                                   |
| 2007-2008                         | SouthAustralia.com-AIS                    | Bissell                                       | Saving & Loans                        |                                   |
| 2008-2009                         | Drapac                                    | Subway-Avanti                                 | Cinelli Down Under                    |                                   |
| 2009-2010                         | Jayco-Skins                               | Fly V Australia                               | Cervélo                               |                                   |
| 2010-2011                         | Jayco-AIS                                 | Genesys Wealth Advisers                       | Trek Livestrong U23                   |                                   |
| 2011-2012                         | Jayco-AIS                                 | Subway                                        | Drapac                                |                                   |
| 2012-2013                         | Huon Salmon-Genesys Wealth Advisers       | Budget Forklifts                              | Drapac                                |                                   |
| 2013-2014                         | Avanti Racing                             | Drapac                                        | Budget Forklifts                      |                                   |
| 2015                              | Avanti Racing                             | Drapac                                        | Budget Forklifts                      |                                   |
| 2016                              | Avanti IsoWhey Sports                     | Drapac                                        | ONE                                   |                                   |
| 2017                              | Mitchelton Scott                          | IsoWhey Sports-Swiss Wellness                 | Drapac Pat's Veg Holistic Development |                                   |
| 2018                              | Bennelong SwissWellness                   | Drapac-EF p/b Cannondale Holistic Development | Brisbane Continental                  |                                   |
| 2019                              | BridgeLane                                | St George Continental                         | Pro Racing Sunshine Coast             |                                   |
| 2020                              | St George Continental                     | BridgeLane                                    | Black Spoke Academy                   |                                   |
| 2021                              | Black Spoke                               | Global 6 Cycling                              | BridgeLane                            |                                   |
| 2022                              | Bolton Equities Black Spoke               | BridgeLane                                    | ARA Pro Racing Sunshine Coast         |                                   |
| 2023                              | Bolton Equities Black Spoke               | ARA Pro Racing Sunshine Coast                 | BridgeLane                            |                                   |
| 2024                              | BridgeLane                                | CCACHE x Par Küp                              | ARA-Skip Capital                      |                                   |
| 2025                              | Bandera de ?                              | Bandera de ?                                  | Bandera de ?                          |                                   |

### Países
| Palmarés países UCI Oceania Tour | Palmarés países UCI Oceania Tour | Palmarés países UCI Oceania Tour | Palmarés países UCI Oceania Tour | Palmarés países UCI Oceania Tour |
| Edición                          | Ganador                          | Segundo                          | Tercero                          |                                  |
| -------------------------------- | -------------------------------- | -------------------------------- | -------------------------------- | -------------------------------- |
| 2005                             | Australia (no entregado)         | Nueva Zelanda (no entregado)     |                                  |                                  |
| 2005-2006                        | Australia (no entregado)         | Nueva Zelanda (no entregado)     |                                  |                                  |
| 2006-2007                        | Australia ( Australia)           | Nueva Zelanda ( Nueva Zelanda)   |                                  |                                  |
| 2007-2008                        | Australia ( Australia)           | Nueva Zelanda ( Nueva Zelanda)   |                                  |                                  |
| 2008-2009                        | Australia ( Australia)           | Nueva Zelanda ( Nueva Zelanda)   |                                  |                                  |
| 2009-2010                        | Australia ( Australia)           | Nueva Zelanda ( Nueva Zelanda)   |                                  |                                  |
| 2010-2011                        | Australia ( Australia)           | Nueva Zelanda ( Nueva Zelanda)   |                                  |                                  |
| 2011-2012                        | Australia ( Australia)           | Nueva Zelanda ( Nueva Zelanda)   |                                  |                                  |
| 2012-2013                        | Australia ( Australia)           | Nueva Zelanda ( Nueva Zelanda)   |                                  |                                  |
| 2013-2014                        | Australia ( Australia)           | Nueva Zelanda ( Nueva Zelanda)   |                                  |                                  |
| 2015                             | Nueva Zelanda ( Nueva Zelanda)   | Australia ( Australia)           |                                  |                                  |
| 2016                             | Australia                        | Nueva Zelanda                    |                                  |                                  |
| 2017                             | Australia                        | Nueva Zelanda                    |                                  |                                  |
| 2018                             | Australia                        | Nueva Zelanda                    |                                  |                                  |
| 2019                             | Australia ( Australia)           | Nueva Zelanda ( Nueva Zelanda)   |                                  |                                  |
| 2020                             | Australia ( Australia)           | Nueva Zelanda ( Nueva Zelanda)   |                                  |                                  |
| 2021                             | Australia ( Nueva Zelanda)       | Nueva Zelanda ( Australia)       |                                  |                                  |
| 2022                             | Australia ( Australia)           | Nueva Zelanda ( Nueva Zelanda)   | Samoa ( Samoa)                   |                                  |
| 2023                             | Australia ( Nueva Zelanda)       | Nueva Zelanda ( Australia)       |                                  |                                  |
| 2024                             | Australia ( Australia)           | Nueva Zelanda ( Nueva Zelanda)   | Guam (no entregado)              |                                  |
| 2025                             | ()                               | ()                               | ()                               |                                  |

## Carreras
| \| Carrera \| País \| Categoría UCI \| \| --------------------------------- \| ------------- \| ------------- \| \| Gravel and Tar Classic \| Nueva Zelanda \| 1.2 \| \| New Zealand Cycle Classic \| Nueva Zelanda \| 2.2 \| \| Herald Sun Tour \| Australia \| 2.1 \| \| Campeonatos de Oceanía \| Varios \| CC \| \| Tour Down Under (hasta el 2007) \| Australia \| UCI WorldTour \| \| Cadel Evans Great Ocean Road Race \| Australia \| UCI WorldTour \| \| Melbourne to Warrnambool Classic \| Australia \| 1.2 \| \| Tour de Southland \| Nueva Zelanda \| 2.2 \| \| The REV Classic \| Australia \| 1.2 \| |               |               |
| Carrera | País          | Categoría UCI |
| Gravel and Tar Classic | Nueva Zelanda | 1.2           |
| New Zealand Cycle Classic | Nueva Zelanda | 2.2           |
| Herald Sun Tour | Australia     | 2.1           |
| Campeonatos de Oceanía | Varios        | CC            |
| Tour Down Under (hasta el 2007) | Australia     | UCI WorldTour |
| Cadel Evans Great Ocean Road Race | Australia     | UCI WorldTour |
| Melbourne to Warrnambool Classic | Australia     | 1.2           |
| Tour de Southland | Nueva Zelanda | 2.2           |
| The REV Classic | Australia     | 1.2           |

- En rosa carreras que no se encuentran en el UCI Oceania Tour en la temporada 2019.
- En amarillo carreras que no se encuentran en el UCI Oceania Tour en la temporada 2019 pero si se disputan encuadrados en otros calendarios de mayor jerarquía.

Cabe destacar que en la mayoría de temporadas estas carreras (incluyendo los campeonatos nacionales de cada país) se disputan entre octubre y marzo del siguiente año con lo que ya en marzo se saben los ganadores finales de las clasificaciones (excepto fichajes, casos de dopaje o causas extraordinarias). Esto se debe a que aprovechan la primavera y el verano de su continente para disputar las carreras para así atraer a los ciclistas que corren o quieren correr en Europa. Solo puede variar dicha clasificación final en caso de disputarse los Campeonatos del Mundo de Ciclismo en este continente ya que en ese caso esa prueba si puntuaría para el UCI Oceania Tour a pesar de no estar en dicho calendario.

## Equipos
De entre los 7 equipos que pertenecen y los 14 que han pertenecido al UCI Oceania Tour (todos de Australia excepto los neozelandeses del Subway creado en el 2009 -australiano en 2014-, PureBlack Racing solo profesional en 2011 y CCT p/b Champion System profesional en 2015) destaca el Drapac ya que además de ser el más veterano y haber ganado dos veces la clasificación por equipos y en esas mismas temporadas tener al ganador individual de estos circuitos es el único que está en categoría Profesional Continental en 2007 y desde 2014. Estos han sido los equipos a lo largo de la historia:
| Equipo                                                                                  | País                                    | Años                 |
| --------------------------------------------------------------------------------------- | --------------------------------------- | -------------------- |
| MG Xpower presented by Bigpond                                                          | Australia                               | 2005                 |
| Team Cyclingnews.com/Cyclingnews-Jako                                                   | Australia                               | 2005 y 2008          |
| Drapac Porsche/Drapac Porsche Development Program/Drapac Porsche Cycling/Drapac Cycling | Australia                               | 2006-2015            |
| FRF Couriers Excelpro/FRF Couriers-NSWIS                                                | Australia                               | 2006-2009            |
| Savings & Loans Cycling Team                                                            | Australia                               | 2006-2009            |
| SouthAustralia.com-AIS                                                                  | Australia                               | 2006-2008            |
| Ord Minnett-Triple Play                                                                 | Australia                               | 2008                 |
| Praties                                                                                 | Australia                               | 2008-2009            |
| Cinelli Down Under                                                                      | Australia                               | 2009                 |
| Ride Sport Racing                                                                       | Australia                               | 2009                 |
| Rush Racing                                                                             | Australia                               | 2009                 |
| Subway Avanti/Subway Cycling Team/Avanti Racing Team                                    | Nueva Zelanda/ Australia/ Nueva Zelanda | 2009-2012, 2014-2015 |
| Fly V Australia/V Australia                                                             | Australia                               | 2009-2011            |
| Team Budget Forklifts                                                                   | Australia                               | 2009, 2012-2015      |
| Genesys Wealth Advisers/Huon Salmon-Genesys Wealth Advisers                             | Australia                               | 2010-2013            |
| Team Jayco-AIS/Team Jayco Skins/Team Jayco-AIS                                          | Australia                               | 2009-2012            |
| PureBlack Racing                                                                        | Nueva Zelanda                           | 2011                 |
| African WildLife Safaris Cycling Team                                                   | Australia                               | 2014-2015            |
| CCT p/b Champion System                                                                 | Nueva Zelanda                           | 2015                 |
| Charter Mason Giant Racing Team                                                         | Australia                               | 2015                 |
| Data #3 Symantec Racing Team p/b Skody                                                  | Australia                               | 2015                 |
| Navitas Satalyst Racing Team                                                            | Australia                               | 2015                 |
| Search2retain-Health.com.au Cycling Team                                                | Australia                               | 2015                 |

- En negrita los equipos en activo en la temporada 2015.